# Idaea subsericeata
Espèce
Idaea subsericeata, l'Acidalie blanchâtre, est une espèce de lépidoptères (papillons) de la famille des Geometridae, de la sous-famille des Sterrhinae, de la tribu des Sterrhini, et du genre Idaea.

## Description
L'espèce a une envergure de 22-25 mm.

## Répartition et habitat
Répartition
Dans toute l'Europe.

## Biologie
Les adultes volent (en plusieurs générations) d'avril à septembre.

### Alimentation
Polyphages, les larves se nourrissent sur diverses plantes comme les renouées, les pissenlits, le mouron des oiseaux, des Prunus...

## Systématique
L'espèce a été décrite  par le naturaliste anglais Adrian Hardy Haworth en 1809 sous le nom initial de Phalaena subsericeata. La localité type est l'Angleterre.

### Synonymie
- Phalaena subsericeata Hawort, 1809 Protonyme
- Acidalia subsericeata